# 奧維德
普布利烏斯·奧維狄烏斯·納索（拉丁語：Pūblius Ovidius Nāsō，前43年3月20日—17年/18年），在英文世界中通稱其爲奧維德（英語：Ovid），是奧古斯都時代的古罗马诗人，与贺拉斯、卡图卢斯和维吉尔齐名，一般認為奧維德、贺拉斯和维吉尔是古罗马文学的三位經典詩人之一。羅馬帝國學者昆提利安認為他是最後一位一流的拉丁愛情詩人。奧維德有很高的聲望，但後來被奧古斯都流放到黑海附近的地區，一直到他去世為止。奧維德自己認為流放的原因是因為carmen et error（一首诗，一个错误），不過他在認定其原因的方式仍造成學者們許多的猜測。
奧維德的作品中，今天最為人知的是共15卷的《变形记》，用揚抑六步格的方式寫作。也有作品是排律詩的形式，例如《爱的艺术》及《歲時記》。許多古典时代晚期及中世纪的詩人模仿其作品，他的作品也影響了西方美术及西方文學理論。《变形记》是古希腊罗马神话中最重要的作品之一。

## 生平

### 早年生活及婚姻
奥维德出生于亚平宁山区一个骑士阶级家庭。父亲把他送到罗马接受教育希望他可以通过学习修辞成为一位讼师。按照塞内加的说法，奥维德只喜欢修辞中抒情的部分，而讨厌论证的部分。他曾担任过一些职位不高的公共职务，但大约在公元前29到25年时开始对诗歌发生兴趣，这让他的父亲很不高兴。18岁时他第一次当众朗诵了自己的诗篇，并和当时的几位诗人结为好友。大约在奥维德20岁的时候兄长去世，他放弃了对法律的学习，而是到雅典、小亚细亚和西西里漫遊。他曾擔任一些低階的公職，例如死刑三吏，百人法院的一員，以及十人委員會中的一員，但大約在西元前29至25年辭職，以詩人為主業，這個是他父親顯然會反對的決定。
奥维德的第一次朗誦大約是在西元前25年，他當時18歲，他在以贊助人馬庫斯·瓦列里烏斯·梅塞納斯·卡維努斯為中心的圈子中，似乎也是梅塞納斯生活圈中的一個詩人朋友。奥维德在《哀怨集》4.10.41–54中有提到他和马克尔、普罗佩提乌斯、贺拉斯、龐帝可斯及巴薩斯的友情（他幾乎沒有見過維吉爾及提布鲁斯，提布鲁斯是梅塞納斯圈子中的一員，奥维德很敬佩他的排律詩）。奥维德因為他早期的作品，非常受到歡迎，但後來在西元後8年被奧古斯都所流放。
奥维德在30歲時已經結婚三次，離婚二次，他有一個女兒，女兒後來也生了小孩。他的最後一任妻子和羅馬有影響力的Fabia貴族有關係，可能在奥维德被流放時也幫助過他。

### 流放

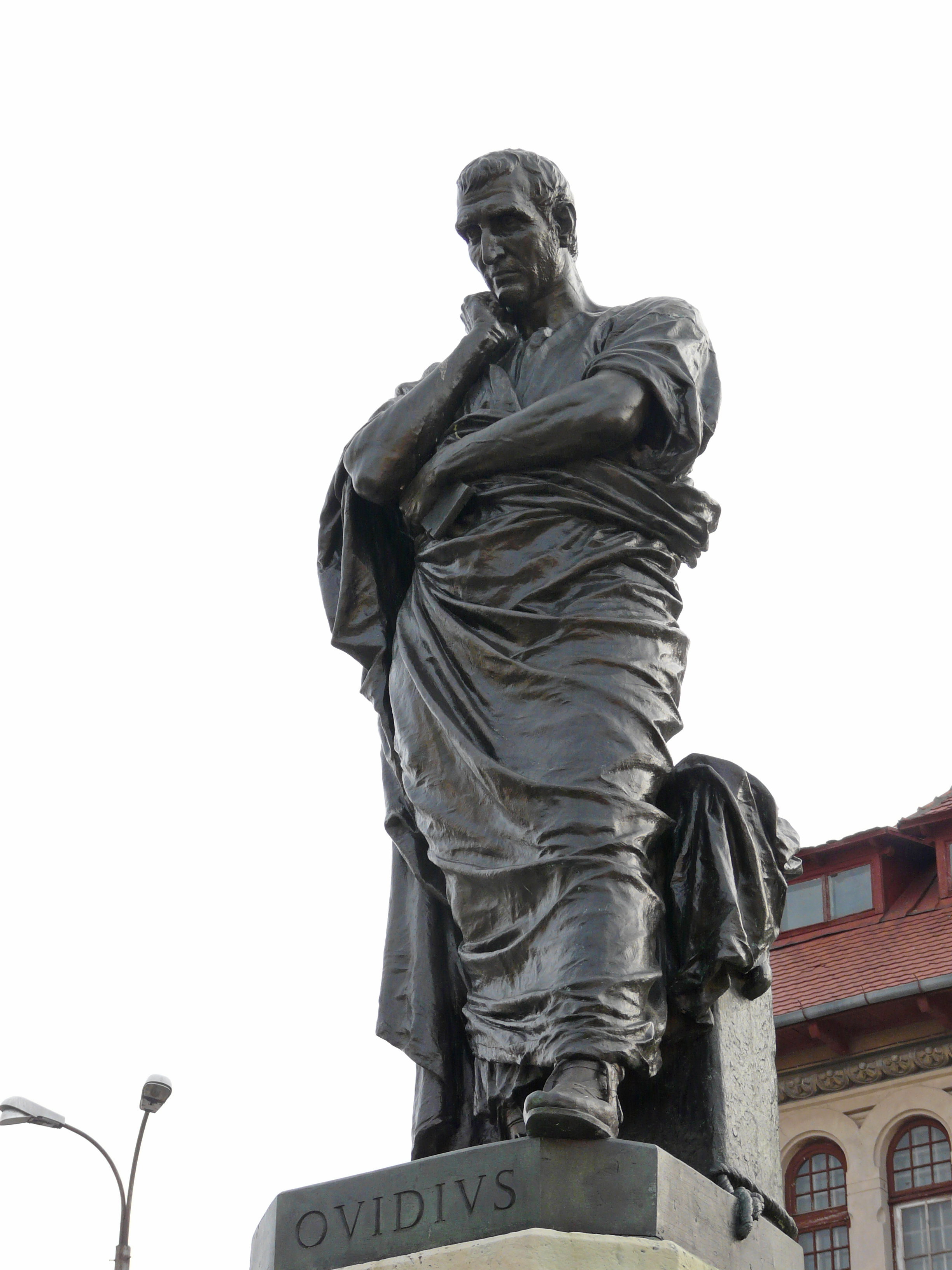
康斯坦察的奥维德雕像

公元8年的时候，奥维德已经完成了他的名作《变形记》。同时，他在写六卷本的《岁时记》，这本书以罗马的节日、历法和天文为主题。奥古斯都亲自下令，没有经过元老的评议和法庭审判，奥维德就被流放到了黑海之滨的托米斯。 流放打断了《岁时记》的写作，并影响了奥维德的整个后期创作，奥维德自己解释流放的原因是carmen et error（一首诗，一个错误），后来又说自己的罪甚于谋杀，比诗歌有害的多。
奥古斯都的孙子阿格里帕·波斯蒂默斯和孙女朱莉娅也同时被流放，朱莉娅的丈夫盧修斯·埃米利烏斯·保盧斯以政变阴谋的罪名被处决。奥维德曾在《爱的艺术》中考察通奸是否有罪，所以他也许是因为这一观点和奥古斯都树立道德的政治方向相悖而被流放。但这次流放发生在《爱的艺术》成书后七年，所以某些研究者认为奥古斯都只是以此事为借口从而达到某些个人的目的。
在流放中，奧維德完成了两部诗集《哀怨集》和《黑海书简》，集中体现了他的忧愁和悲伤。由于远离罗马，他无法接触到图书资料，这可能是他放弃《岁时记》写作的原因。公元9年-12年，他完成了五卷本的《哀怨集》。《黑海书简》由给奥古斯都、妻子和多位朋友的信组成，其中殷切地希望朋友们能帮助自己重返罗马，写得情真意切。奥维德的第三位妻子（前两段婚姻都以离婚告终）曾和法比乌斯氏族联系，希望可以帮助在流放中的奥维德

### 死亡
奧維德在西元17年或18年在托米斯過世。一般認為他花了許多時間修訂的《岁时记》是在他死後才出版的。

## 主要作品

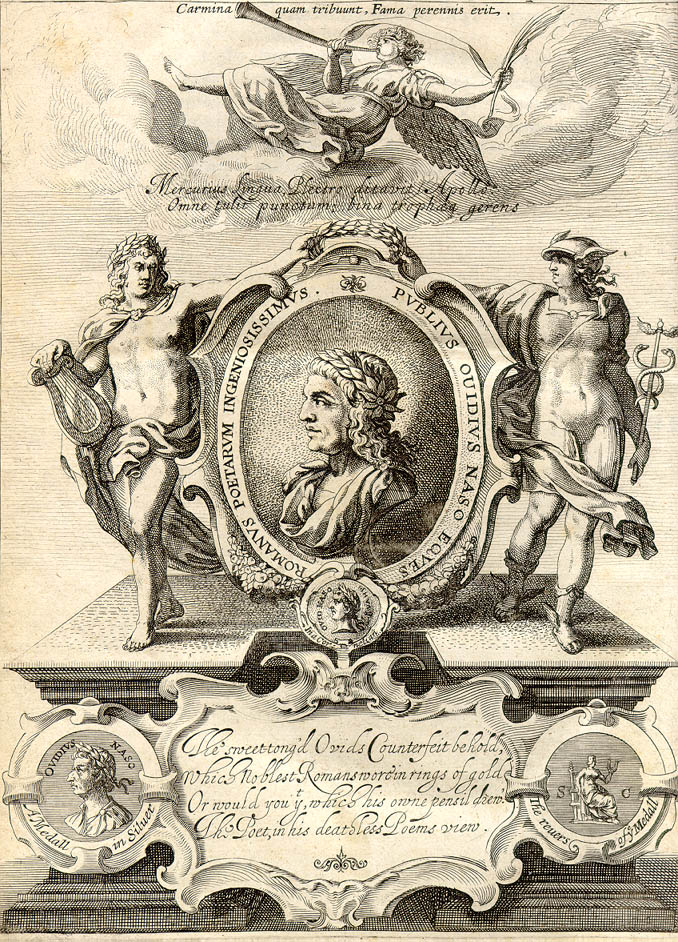
1632年伦敦出版的奧維德《变形记》英文版卷首插画

- Amores，《爱情三论（英语：Amores (Ovid)）》五卷
- Heroides 或 Epistulae Heroidum，《女杰书简》，二十一封书信
- Remedium Amoris，一卷
- Medicamina Faciei Feminae，现存一百行
- Medea，现已失传
- Tristia，《哀怨集》一卷
- Epistulae ex Ponto，四卷
- Ibis，诗一首

### 變形記
《變形記》（拉丁語：Metamorphoseon libri）是羅馬的詩人奧維德的作品，大約開始寫於公元1年或3年，完成于公元8年，是使用六步格詩體記錄了關於變形的神話作品。《變形記》有15冊，每冊大概700到900行，描述了羅馬和希臘神話中的世界歷史。其中總共包括了大約250個左右的傳說。從其第一次發行開始，《變形記》就成為了最受歡迎的神話作品之一，也大受中世纪的作家和詩人的喜愛，因此其對中世紀的文學作品以及中世紀甚至到巴羅克時期的繪畫藝術有深遠的影響。
全詩共十五卷，取材於古希臘羅馬神話，根據古希臘哲學家畢達哥拉斯的“靈魂轉回”理論，變形，即人由於某種原因被變成動物、植物、星星、石頭等這一線索貫穿全書，共包括大小故事250多個（其中以愛情故事為主），是古希臘羅馬神話的大匯集。故事按照时间順序敘述，由宇宙的創立、大地的形成、人類的出現開始，直至羅馬的建立，凱撒遇刺變為星辰和奧古斯都順應天意建立統治為止。

### 爱的艺术
《爱的艺术》（拉丁語：Ars amatoria）也翻作《爱经全书》，共有三卷，是教授男女交往技術和技巧的教誨抒情詩。也是當時知名的性学名著。
第一卷是針對男性，教導他們如何吸引女性，第二卷也是針對男性，教導他們如何保持情人對他們的愛情。第三卷則是針對女性，教導她們吸引男性的技巧。第一卷的開頭就提到了愛神維納斯，奧維德將自己定位為「愛的老師」（1.17）。奧維德描述哪裡可以找到理想的對象，例如戲院、凯旋式（他對此有徹底的描述）以及舞台，也提到吸引女性注意力的方式，包括在宴會上暗中誘惑她。選擇適當時機非常的重要，也包括取得她身邊人的信任。
奧維德很強調對情人身體的重視。神話故事的描述包括強擄薩賓婦女、帕西淮及阿里阿德涅（帕西淮之女）。第二卷提到了阿波羅，一開始也說了伊卡洛斯的故事。奧維德建議男性不要送太多禮物、維持其體態儀容、對情人讚美、討好情人的奴隸，以求在情人面前留下好的印象。奧維德之後討論了武爾坎努斯為維納斯及馬爾斯所設的機關，奧維德在第二卷的最後要他的「學生們」讓更多人知道他。第三卷一開始就是對於女性能力的證明，而奧維德也決定武裝女性，讓她們不會因為前二本書中男性使用的技巧而被迷惑。奧維德對於女性的儀態外貌有詳細的說明，要她們避免過多的裝飾品。奧維德建議女性讀排律詩、學著玩遊戲、和與不同年齡的人做愛、調情，然後分開。奧維德在整本書中玩笑的批評自己毀了自己對男性所有的教導，也提到了神話中普羅克里絲和刻法羅斯的故事。這卷書的最後，奧維德希望所有的女性聽從他的建議，傳揚他的名聲，告訴大家「奧維德是我們的老師」。

### 岁时记
《岁时记》（Fasti）是在奧維德被放逐時所寫的詩，只寫了六卷，對應羅馬曆的一月到六月，每一卷對應一個月。這個很有雄心的計劃，在羅馬文學中似乎前所未有。奧維德原來似乎要寫十二卷，但因為他被放逐而無法完成，放逐期間他只有修訂原有內容而已。他在《哀怨集》2.549–52中指出他的作品只寫到第六卷，就被中斷了。《岁时记》類似《變形記》，是一篇長的詩，而且模仿卡利马科斯及普罗佩提乌斯的詩，以及普罗佩提乌斯的第四本書。這首詩依照羅馬曆，解釋羅馬節日的起源以及習俗，也提到神話故事以及對應季節的天文及農業知識。《岁时记》最早是要獻給奥古斯都，不過可能是因為奥古斯都的死，讓奧維德改將《岁时记》獻給日耳曼尼庫斯。奧維德用直接對神的問題以及學者的研究來討論曆法，固定稱自己為vates（祭司）。他也強調節日中令人讨厌的流行传统，因此這部詩有平民的風格，有些人認為這種風格顛覆了奧古斯都的道德立法。這部詩對於研究羅馬文化以及宗教的學生都非常寶貴，因為其中有許多當時的紀錄，而最近學者更認為岁时记是奧維德最好的作品之中，是對羅馬排律詩的獨特貢獻。

## 圖片集

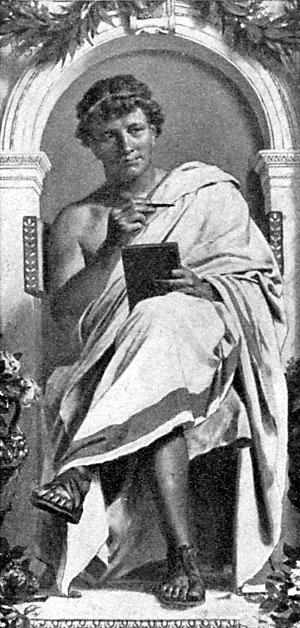
安东·冯·沃纳（英语：Anton von Werner）所畫的奧維德
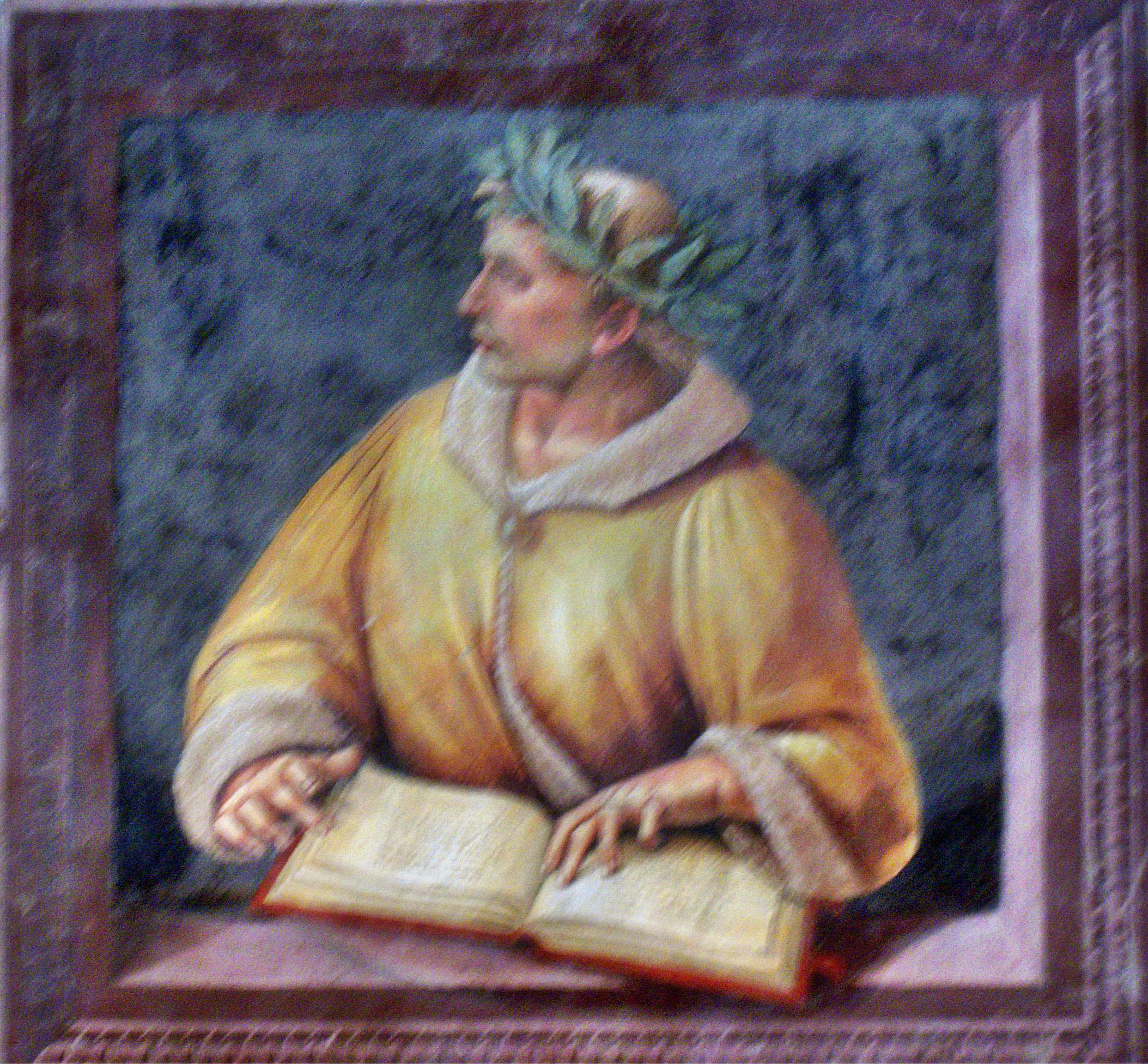
盧卡·西諾萊利所畫的奧維德
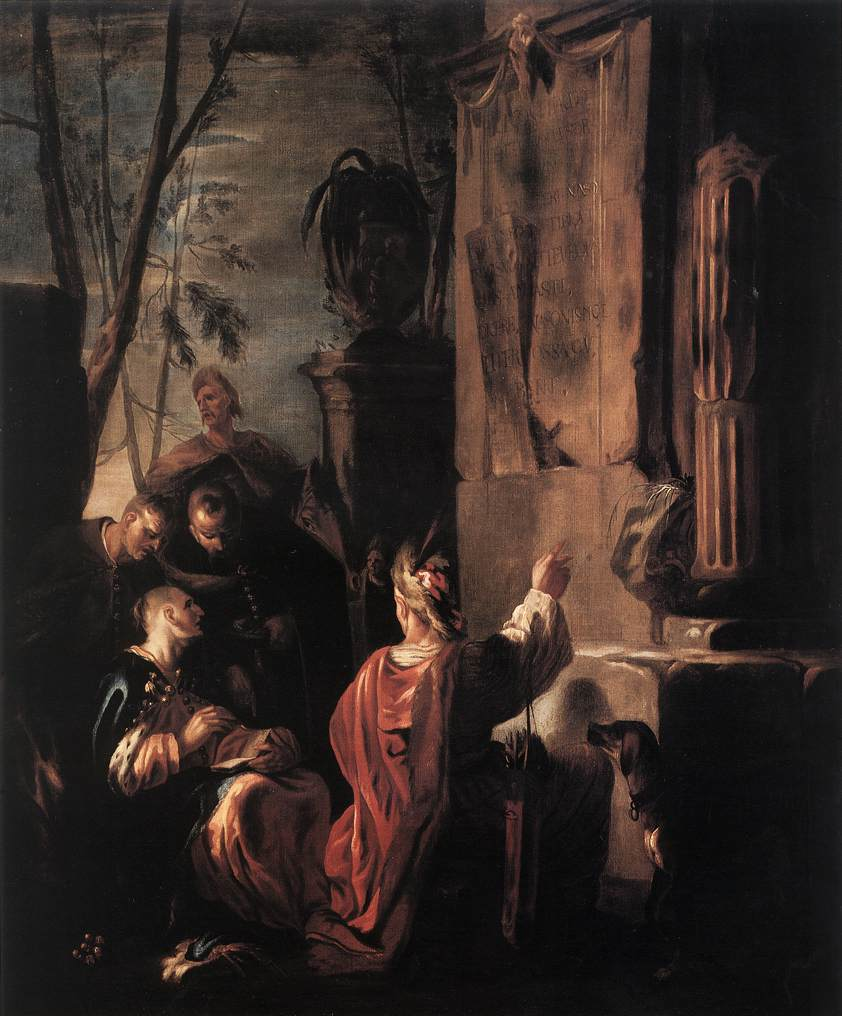
約翰·海因里希·舍恩菲爾德（英语：Johann Heinrich Schönfeld）所畫的Scythians at the Tomb of Ovid（約在1640年)

## 腳注
1. ↑  Quint. Inst. 10.1.93
2. ↑  Mark P. O. Morford, Robert J. Lenardon, Classical Mythology (Oxford University Press US, 1999), p. 25. ISBN 0-19-514338-8 ISBN 978-0-19-514338-6
3. ↑  Seneca, Cont. 2.28 and 9.5.17
4. 1 2  Trist. 4.10.21
5. 1 2  Trist. 4.10.57–8
6. ↑  Trist. 1.2.77
7. ↑  Trist. 4.10.33–4
8. ↑  Trist. 2.93ff.; Ex P. 5.23ff.
9. ↑  Fast. 4.383–4
10. ↑  Hornblower, Simon; Spawforth, Antony; Eidinow, Esther. . Oxford University Press. 2014: 562  [2018-08-14]. ISBN 978-0-19-870677-9. （原始内容存档于2019-06-10）.
11. 1 2  Brill's New Pauly: Encyclopaedia of the Ancient World s.v. Ovid
12. ↑  參見Trist. II, 131–132.
13. ↑  Ovid, Tristia 2.207
14. ↑  Ovid, Epistulae ex Ponto 3.3.72
15. ↑  Norwood, Frances, "The Riddle of Ovid's Relegatio", Classical Philogy (1963) p. 158
16. ↑  José González Vázquez (trans.), Ov. Tristes e Pónticas (Editorial Gredos, Madrid, 1992), p.10 and Rafael Herrera Montero (trans.), Ov. Tristes; Cartas del Ponto (Alianza Editorial, Madri, 2002). 學者也補充提到，和當時普羅佩提烏斯、狄巴拉斯或賀拉斯所寫，自由流通的書籍相比，奧維德的書其實沒有格外猥褻。
17. ↑  Smith, R. Scott. . Hackett Publishing. 2014-03-15. ISBN 1624661165 （英语）.
18. ↑  Green, Steven J. . BRILL. 2004-01-01: 22. ISBN 9004139850 （英语）.
19. ↑  《變形記/名著名譯插圖本》，作者：（古羅馬）奧維德，譯者：楊周翰，〈導語〉
20. ↑  奥维德. . 北京市: 新世界出版社. 2012-02-01. ISBN 9787510423819 （中文（简体））.
21. ↑  奥维德. . 北京市: 译林出版社. 2012-09-01. ISBN 9787544731492 （中文（简体））.
22. ↑  奥维德. . 沈阳市: 辽宁教育出版社. 2011-12-26. ISBN 9787538293920 （中文（简体））.
23. ↑  Herbert-Brown, G. "Fasti: the Poet, the Prince, and the Plebs" in Knox, P. (2009) pp.126ff.